# العلاقات الفيتنامية الكيريباتية
العلاقات الفيتنامية الكيريباتية هي العلاقات الثنائية التي تجمع بين فيتنام وكيريباتي.

## مقارنة بين البلدين
هذه مقارنة عامة ومرجعية للدولتين:
| وجه المقارنة                                              | فيتنام           | كيريباتي                        |
| --------------------------------------------------------- | ---------------- | ------------------------------- |
| المساحة (كم2)                                             | 331.69 ألف       | 811                             |
| عدد السكان (نسمة)                                         | 94.66 مليون      | 116.40 ألف                      |
| الكثافة السكانية (ن./كم²)                                 | 285.39           | 14.35 ألف                       |
| العاصمة                                                   | هانوي            | جنوب تاراوا                     |
| اللغة الرسمية                                             | اللغة الفيتنامية | لغة إنجليزية، اللغة الكيريباتية |
| العملة                                                    | دونغ فيتنامي     | دولار كريباتي، دولار أسترالي    |
| الناتج المحلي الإجمالي (بليون دولار)                      | 234.19 مليار     | 196.15 مليون                    |
| الناتج المحلي الإجمالي (تعادل القوة الشرائية) بليون دولار | 553.42 مليار     | 224.26 مليون                    |
| الناتج المحلي الإجمالي الاسمي للفرد دولار أمريكي          | 2.48 ألف         | 1.42 ألف                        |
| الناتج المحلي الإجمالي للفرد دولار أمريكي                 | 5.63 ألف         | 1.81 ألف                        |
| مؤشر التنمية البشرية                                      | 0.666            | 0.590                           |
| رمز المكالمات الدولي                                      | +84              | +686                            |
| رمز الإنترنت                                              | .vn              | .ki                             |
| المنطقة الزمنية                                           | ت ع م+07:00      |                                 |

## منظمات دولية مشتركة
يشترك البلدان في عضوية مجموعة من المنظمات الدولية، منها:
| علم المنظمة | اسم المنظمة                   | تاريخ انضمام فيتنام | تاريخ انضمام كيريباتي |
| ----------- | ----------------------------- | ------------------- | --------------------- |
|             | منظمة حظر الأسلحة الكيميائية  | ?                   | ?                     |
|             | الأمم المتحدة                 | 20 سبتمبر 1977      | 14 سبتمبر 1999        |
|             | مؤسسة التمويل الدولية         | 4 أغسطس 1967        | 2 أكتوبر 1986         |
|             | يونسكو                        | 6 يوليو 1951        | 24 أكتوبر 1989        |
|             | مؤسسة التنمية الدولية         | 24 سبتمبر 1960      | 2 أكتوبر 1986         |
|             | بنك التنمية الآسيوي           | 1966                | 1974                  |
|             | البنك الدولي للإنشاء والتعمير | 21 سبتمبر 1956      | 29 سبتمبر 1986        |
|             | الاتحاد البريدي العالمي       | ?                   | ?                     |
|             | الاتحاد الدولي للاتصالات      | 24 سبتمبر 1951      | 3 نوفمبر 1986         |

## وصلات خارجية
- موقع وزارة الخارجية الفيتنامية